# Libella rurkowa

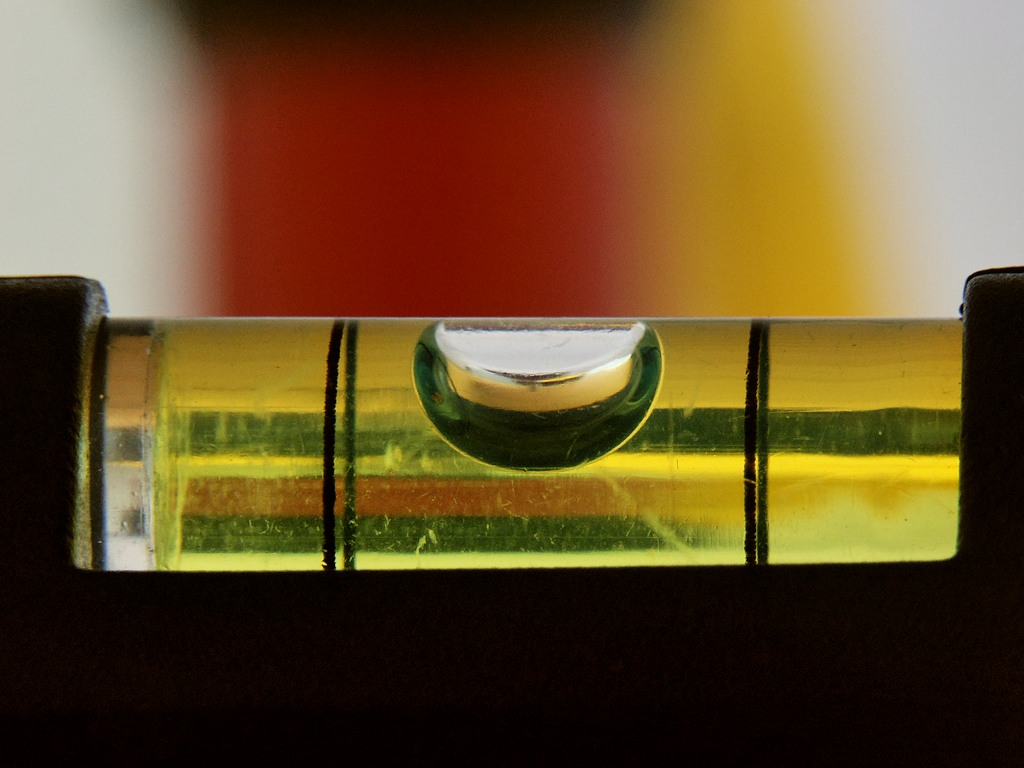
Libella rurkowa

Schemat Beczkowej Libelli rurkowej

Schemat Torusowej Libelli rurkowej

Libella rurkowa – przyrząd optyczny umożliwiający ustawianie płaszczyzn i prostych w kierunku pionowym lub poziomym.
Podstawowym elementem libelli rurkowej jest zamknięta ampułka z cieczą i pęcherzykiem gazu (powietrza) pełniącym rolę wskazówki.
Jako ciecz najczęściej stosuje się alkohol lub eter. Opary cieczy nasycają pęcherzyk gazu. Ciecz jest zwykle zabarwiona, aby łatwiej można było obserwować położenie pęcherzyka. Na powierzchni ampułki libelli naniesiony jest podział kreskowy, którego środek wyznacza punkt główny libelli rurkowej. Jest to punkt, w którym znajduje się pęcherzyk, kiedy libella jest ustawiona poziomo.
Ampułka może mieć kształt beczkowy lub torusowy.

## Ampułka beczkowa
Ampułka ma kształt rurki, której średnica wewnętrzna jest największa w środku ampułki i stopniowo maleje w kierunku końców tak, że najmniejsza średnica jest na końcach. Na powierzchni ampułki libelli naniesiony jest podział kreskowy, którego środek wyznacza punkt główny libelli rurkowej. Jest to punkt, w którym znajduje się środek pęcherzyka, kiedy oś libelli (jej oś symetrii) znajduje się w poziomie.
Ciecz dzięki siłom grawitacji dąży to tego, aby spłynąć najniżej a pęcherzyk, na który działa siła wyporu (zgodnie z prawem Archimedesa), zajmuje najwyższy punkt libelli. W położeniu roboczym (poziomym) libelli beczkowej najwyższy punkt znajduje się w jej środku, gdyż tam średnica ampułki jest największa.
Droga, po której porusza się pęcherzyk w czasie pomiaru jest wycinkiem okręgu o dużym promieniu. Dzięki temu po odchyleniu libelli od poziomu, pęcherzyk przesuwa się nieznacznie poza podział kreskowy libelli. Pozwala to określić, który koniec libelli jest wyżej, co umożliwia określenie jakie regulacje są potrzebne, aby wypoziomować libellę. Dopiero po znacznym odchyleniu libelli od poziomu, pęcherzyk przesuwa się do końca ampułki.
Libella beczkowa może być wyszlifowana wewnątrz na kształt beczki, a na zewnątrz może wyglądać jak rurka o równej średnicy.
Dużą zaletą libelli beczkowej jest to, że wyznacza poziom zawsze wtedy, gdy jej oś symetrii jest pozioma. Pozwala to zbudować poziomicę, która pokaże prawidłowo poziom przyłożona tą samą krawędzią poziomicy zarówno do podłogi jak i do sufitu.

## Ampułka torusowa
Ampułka ma kształt wygiętej rurki o jednakowej średnicy na całej długości czyli ma kształt wycinka torusa. Ampułka nie ma osi symetrii. Aby libella torusowa wskazała prawidłowy poziom, musi być ustawiona końcami w dół, a grzbietem do góry.
Libella torusowa musi być zawsze używana we właściwej orientacji góra-dół. Po nieprawidłowym odwróceniu libelli torusowej pęcherzyk odpłynie do jednego z końców, a pomiar poziomu będzie niemożliwy.

## Dokładność libelli
Dokładność libelli rurkowej wynosi od 1' do 1" i jest tym większa, im większy jest promień łuku, po którym porusza się pęcherzyk. Libelle rurkowe są libellami bardziej dokładnymi w porównaniu do libelli okrągłych i są stosowane jako:
- libelle alidadowe – montowane na obudowie teodolitu lub tachimetru, wykorzystywane do dokładnego poziomowania instrumentu,
- libelle niwelacyjne – stosowane w niwelatorach libellowych do dokładnego poziomowania niwelatora przed dokonaniem odczytu z łaty niwelacyjnej.

## Pomiar małych kątów
Libella rurkowa może być stosowana do pomiaru małych kątów. W takim przypadku na libelli nanosi się skalę (najczęściej w milimetrach).